# Колос (Новоалександровский сельсовет)
Колос — разъезд (населенный пункт) в Рубцовском районе Алтайского края. Входит в состав Новоалександровского сельсовета.

## История
Основан в 1940 г под названием разъезд №37.

## Население
| 1997 | 1998 | 1999 | 2000 | 2001 | 2002 |
| ---- | ---- | ---- | ---- | ---- | ---- |
| 46   | ↘44  | ↗50  | ↗51  | ↘43  | ↗44  |
| 2003 | 2004 | 2005 | 2006 | 2007 | 2008 |
| ↘39  | ↗42  | ↘41  | ↗42  | ↗48  | ↘44  |
| 2009 | 2010 | 2011 | 2012 | 2013 |      |
| ↘43  | ↘34  | ↗37  | ↗54  | ↗60  |      |